# Copa do Mundo de Clubes da FIFA de 2009
A Copa do Mundo de Clubes da FIFA 2009 foi a sexta edição do mundial de clubes da Federação Internacional de Futebol (FIFA), disputada em dezembro de 2009 nos Emirados Árabes Unidos. A competição ocorreu na cidade de Abu Dhabi.
Essa edição foi a primeira a ser realizada fora do Japão desde 2005, quando foi organizado o segundo torneio pela FIFA. A partir de 2009, o torneio foi aberto para candidatura de outros países (até então, a única edição disputada fora do Japão foi a de 2000, no Brasil) em um sistema de rodízio de sedes.
Foi ganho pelo campeão europeu Barcelona, após derrotar a equipe campeã da América do Sul, Estudiantes de La Plata, por 2–1 com prorrogação. Mauro Boselli colocou o Estudiantes à frente no minuto 37, mas Pedro empatou faltando um minuto para fim do tempo normal. Lionel Messi marcou o gol da vitória aos cinco minutos do segundo tempo da prorrogação.
Esta foi a primeira vez que o campeão nacional do país-sede participou da competição desde 2000. Em 2005 e 2006, participaram apenas os seis campeões continentais. Em 2007 e 2008, o vice-campeão continental da AFC ganhou a vaga, como forma de evitar dois times do mesmo país (Japão) no torneio.

## Equipes participantes
| Confederação | Equipe          | Classificação                                    | Participação |
| ------------ | --------------- | ------------------------------------------------ | ------------ |
| AFC          | Pohang Steelers | Campeão da Liga dos Campeões da AFC de 2009      | 1ª           |
| CAF          | TP Mazembe      | Campeão da Liga dos Campeões da CAF de 2009      | 1ª           |
| CONCACAF     | Atlante         | Campeão da Liga dos Campeões da CONCACAF 2008-09 | 1ª           |
| CONMEBOL     | Estudiantes     | Campeão da Copa Libertadores da América de 2009  | 1ª           |
| OFC          | Auckland City   | Campeão da Liga dos Campeões da OFC de 2008-09   | 2ª (2006)    |
| UEFA         | Barcelona       | Campeão da Liga dos Campeões da UEFA de 2008-09  | 2ª (2006)    |
| País-sede    | Shabab Al-Ahli  | Campeão da UAE Football League de 2008-09        | 1ª           |

## Árbitros
Lista dos árbitros e assistentes nomeados para o torneio:
| Árbitros                           | Assistentes           | Assistentes                |
| África                             | África                | África                     |
| ---------------------------------- | --------------------- | -------------------------- |
| BEN Coffi Codjia                   | BEN Alexis Fassinou   | BDI Desire Gahungu         |
| Ásia                               |                       |                            |
| AUS Matthew Breeze                 | AUS Jason Power       | AUS Ben Wilson             |
| UZB Ravshan Irmatov                | UZB Rafael Alyasov    | UZB Abdukhamidullo Rasulov |
| Europa                             |                       |                            |
| ITA Roberto Rosetti                | ITA Stefano Ayroldi   | ITA Cristiano Copelli      |
| América do Norte, Central e Caribe |                       |                            |
| MEX Benito Archundia               | MEX Marvin Torrentera | CAN Hector Vergara         |
| Oceania                            |                       |                            |
| NZL Peter O'Leary                  | NZL Brent Best        | SOL Matthew Taro           |
| América do Sul                     |                       |                            |
| BRA Carlos Simon                   | BRA Roberto Braatz    | BRA Altemir Hausmann       |

## Estádios
Abu Dhabi foi a única cidade-sede da Copa do Mundo de Clubes da FIFA 2009.
| Abu Dhabi                  | Abu Dhabi            |
| -------------------------- | -------------------- |
| Mohammed Bin Zayed Stadium | Sheikh Zayed Stadium |
| Capacidade: 42.056         | Capacidade: 49.500   |
|                            |                      |

## Jogos
|  |                            |                            |                            |            |                            |                            |                |                |            |            |  |  |                            |                            |
|  | Play-off                   | Play-off                   |                            |            | Quartas de final           | Quartas de final           |                |                | Semifinais | Semifinais |  |  | Final                      | Final                      |
|  | 9 de Dezembro - Abu Dhabi  |                            |                            |            |                            |                            |                |                |            |            |  |  |                            |                            |
|  | Al-Ahli                    | 0                          |                            |            | 12 de Dezembro - Abu Dhabi | 12 de Dezembro - Abu Dhabi |                |                |            |            |  |  |                            |                            |
|  | Al-Ahli                    | 0                          |                            |            | 12 de Dezembro - Abu Dhabi | 12 de Dezembro - Abu Dhabi |                |                |            |            |  |  |                            |                            |
|  | Auckland City              | 2                          |                            |            | Auckland City              | 0                          |                |                |            |            |  |  |                            |                            |
|  | Auckland City              | 2                          | 16 de Dezembro - Abu Dhabi |            | Auckland City              | 0                          |                |                |            |            |  |  |                            |                            |
|  |                            |                            |                            |            | Atlante                    | 3                          |                |                |            |            |  |  |                            |                            |
|  | Atlante                    | 1                          |                            |            | Atlante                    | 3                          |                |                |            |            |  |  |                            |                            |
|  | Atlante                    | 1                          |                            |            |                            |                            |                |                |            |            |  |  |                            |                            |
|  |                            |                            | Barcelona                  | 3          |                            |                            |                |                |            |            |  |  |                            |                            |
|  |                            |                            | Barcelona                  | 3          |                            |                            |                |                |            |            |  |  |                            |                            |
|  |                            |                            | 19 de Dezembro - Abu Dhabi |            |                            |                            |                |                |            |            |  |  |                            |                            |
|  |                            |                            |                            |            |                            |                            |                |                |            |            |  |  |                            |                            |
|  | Barcelona (pro)            | 2                          |                            |            |                            |                            |                |                |            |            |  |  |                            |                            |
|  | Barcelona (pro)            | 2                          | 11 de Dezembro - Abu Dhabi |            |                            |                            |                |                |            |            |  |  |                            |                            |
|  |                            | Estudiantes                | 1                          |            |                            |                            |                |                |            |            |  |  |                            |                            |
|  |                            |                            | 1                          | TP Mazembe | 1                          |                            |                |                |            |            |  |  |                            |                            |
|  | 15 de Dezembro - Abu Dhabi |                            |                            | TP Mazembe | 1                          |                            |                |                |            |            |  |  |                            |                            |
|  |                            | Pohang Steelers            | 2                          |            |                            |                            |                |                |            |            |  |  |                            |                            |
|  | Pohang Steelers            | Pohang Steelers            | 2                          | 1          |                            |                            |                |                |            |            |  |  |                            |                            |
|  | Pohang Steelers            | Quinto lugar               | Quinto lugar               | 1          |                            |                            | Terceiro lugar | Terceiro lugar |            |            |  |  |                            |                            |
|  |                            | Quinto lugar               | Quinto lugar               |            | Estudiantes                | 2                          | Terceiro lugar | Terceiro lugar |            |            |  |  |                            |                            |
|  | TP Mazembe                 | 2                          | Atlante                    | 1 (3)      | Estudiantes                | 2                          |                |                |            |            |  |  |                            |                            |
|  | TP Mazembe                 | 2                          | Atlante                    | 1 (3)      |                            |                            |                |                |            |            |  |  |                            |                            |
|  | Auckland City              | 3                          | Pohang Steelers (pen)      | 1 (4)      |                            |                            |                |                |            |            |  |  |                            |                            |
|  | Auckland City              | 3                          | Pohang Steelers (pen)      | 1 (4)      |                            |                            |                |                |            |            |  |  |                            |                            |
|  | 16 de Dezembro - Abu Dhabi | 16 de Dezembro - Abu Dhabi |                            |            |                            |                            |                |                |            |            |  |  | 19 de Dezembro - Abu Dhabi | 19 de Dezembro - Abu Dhabi |

### Play-off para os quartos-finais
| 9 de dezembro | Al-Ahli | 0 – 2  | Auckland City               | Mohammed Bin Zayed Stadium, Abu Dhabi     |
| 20:00         |         | Súmula | Dickinson 45' · Coombes 67' | Público: 14 856 Árbitro: BRA Carlos Simon |

### Quartos-finais
| 11 de dezembro | TP Mazembe | 1 – 2  | Pohang Steelers   | Mohammed Bin Zayed Stadium, Abu Dhabi     |
| 20:00          | Bedi 28'   | Súmula | Denílson 50', 78' | Público: 9 627 Árbitro: NZL Peter O'Leary |

| 12 de dezembro | Auckland City | 0 – 3  | Atlante                                  | Sheikh Zayed Stadium, Abu Dhabi          |
| 20:00          |               | Súmula | Arreola 36' · Bermúdez 69' · Silva 90+1' | Público: 7 222 Árbitro: BEN Coffi Codjia |

### Semifinais
| 15 de dezembro | Pohang Steelers | 1 – 2  | Estudiantes        | Mohammed Bin Zayed Stadium, Abu Dhabi        |
| 20:00          | Denílson 71'    | Súmula | Benítez 45+2', 53' | Público: 22 626 Árbitro: ITA Roberto Rosetti |

| 16 de dezembro | Atlante  | 1 – 3  | Barcelona                            | Sheikh Zayed Stadium, Abu Dhabi           |
| 20:00          | Rojas 5' | Súmula | Busquets 35' · Messi 55' · Pedro 67' | Público: 40 955 Árbitro: BRA Carlos Simon |

### Disputa pelo quinto lugar
| 16 de dezembro | TP Mazembe                 | 2 – 3  | Auckland City                      | Sheikh Zayed Stadium, Abu Dhabi              |
| 17:00          | Kasongo 60' · Kasusula 67' | Súmula | Hayne 29', 72' · Van Steeden 90+4' | Público: 4 200 Árbitro: MEX Benito Archundia |

### Disputa pelo terceiro lugar
| 19 de dezembro | Atlante     | 1 – 1 (pro) | Pohang Steelers | Sheikh Zayed Stadium, Abu Dhabi             |
| 17:00          | Márquez 46' | Súmula      | Denílson 42'    | Público: 13 814 Árbitro: AUS Matthew Breeze |

|                                           |       | Penalidades                                                     |  |
| Solari Márquez Peralta Lucas Silva Villar | 3 – 4 | No Byung-Jun Denílson Shin Hyung-Min Park Hee-Chul Kim Hyun-Gil |  |

### Final
| 19 de dezembro | Barcelona              | 2 – 1 (pro) | Estudiantes | Sheikh Zayed Stadium, Abu Dhabi               |
| 20:00          | Pedro 89' · Messi 110' | Súmula      | Boselli 37' | Público: 43 050 Árbitro: MEX Benito Archundia |

## Premiações

### Colectivas
Campeões
| Copa do Mundo de Clubes da FIFA 2009 |
| Espanha                              |
| ------------------------------------ |
| Barcelona Campeão (1º título)        |

Fair Play
| Fair play | Atlante |

### Individuais
| Bola de Ouro             | Bola de Prata                      | Bola de Bronze   |
| ------------------------ | ---------------------------------- | ---------------- |
| Lionel Messi (Barcelona) | Juan Sebastián Verón (Estudiantes) | Xavi (Barcelona) |

## Classificação final
| Times | Times           | J | V | E | D | GP | GC | SG |
| ----- | --------------- | - | - | - | - | -- | -- | -- |
| 1     | Barcelona       | 2 | 2 | 0 | 0 | 5  | 2  | +3 |
| 2     | Estudiantes     | 2 | 1 | 0 | 1 | 3  | 3  | 0  |
| 3     | Pohang Steelers | 3 | 1 | 1 | 1 | 4  | 4  | 0  |
| 4     | Atlante         | 3 | 1 | 1 | 1 | 5  | 4  | 1  |
| 5     | Auckland City   | 3 | 2 | 0 | 1 | 5  | 5  | 0  |
| 6     | TP Mazembe      | 2 | 0 | 0 | 2 | 3  | 5  | -2 |
| 7     | Al-Ahli         | 1 | 0 | 0 | 1 | 0  | 2  | -2 |

## Artilharia
| 4 gols (1) - Denílson (Pohang Steelers) 2 gols (4) - Jason Hayne (Auckland City) - Leandro Benítez (Estudiantes) - Lionel Messi (Barcelona) - Pedro (Barcelona) | 1 gol (13) - Adam Dickinson (Auckland City) - Chad Coombes (Auckland City) - Christian Bermúdez (Atlante) - Daniel Arreola (Atlante) - Guilermo Rojas (Atlante) - Kilitcho Kasusula (TP Mazembe) - Lucas Silva (Atlante) - Mauro Boselli (Estudiantes) | 1 gol (continuação) - Mbenza Bedi (TP Mazembe) - Ngandu Kasongo (TP Mazembe) - Rafael Márquez (Atlante) - Riki Van Steeden (Auckland City) - Sergio Busquets (Barcelona) |